# Douglas Cameron
Douglas „Duggie“ Cameron (* 1902 in Dundee; † 1972) war ein britischer Cellist und Musikpädagoge.
Cameron begann erst im Alter von fünfzehn Jahren Cello zu spielen. Er studierte ab 1919 an der Royal Academy of Music bei Herbert Walenn und wurde nach Abschluss des Studiums Mitglied des Kutcher String Quartet und des Orchesters von Henry Wood und spielte einige Zeit Cello im Quartett von Harry Blech. Bald darauf gründete er das New London String Quartet, dessen Leiter Erich Gruenberg wurde.
Im Alter von 25 Jahren wurde Cameron Professor am Royal College of Music und zog sich weitgehend von der Konzerttätigkeit zurück. 1934 wurde er Fellow der Royal Academy of Music. Während des Zweiten Weltkrieges war er Erster Cellist des National Symphony Orchestra unter Leitung von Sydney Beer, daneben begann er, regelmäßig mit seiner Tochter, der Pianistin Fiona Cameron, aufzutreten. Er arbeitete mit Dirigenten wie Rudolf Schwarz, Norman Del Mar und Adrian Boult und führte mit dem BBC Symphony Orchestra unter John Barbirolli Edward Elgars Cellokonzert auf.
Viele Jahre unterrichtete Cameron die Cellosektion des National Youth Orchestra und gab Sommerkurse. Er war ein gesuchter Lehrer, und häufig war Emanuel Feuermann Gast seiner Kurse. Zu seinen Schülern zählten Christopher van Kampen, Derek Simpson, Florence Hooton, David Strange, Douglas Cummings, Keith Harvey, Thomas Igloi und Julian Lloyd Webber.